# Король, Григорий Яковлевич
Григорий Яковлевич Король (20.10.1922, Гомельская область — 07.05.1985, Гомель) — командир расчёта орудия; командир огневого взвода 124-го гвардейского артиллерийского полка 52-й гвардейской стрелковой дивизии, гвардии старший сержант.

## Биография
Родился 20 октября 1922 года в деревне Турок Петриковского района Гомельской области Белоруссии в крестьянской семье. Белорус. Окончил 10 классов. Работал в колхозе.
В Красной Армии с 1940 года. В боях Великой Отечественной войны с июня 1941 года. Сражался с немецко-вражескими оккупантами на Западном, Калининском Сталинградском, 2-м, 3-м Прибалтийских и 1-м Белорусском фронтах. Активный участник боёв под Сталинградом, на Курской дуге, в Прибалтике, Польше, Германии. Член ВКП/КПСС с 1943 года.
Командир расчёта орудия 124-го гвардейского артиллерийского полка гвардии старший сержант Григорий Король 19 января 1944 года в районе деревни Батово, расположенной в двадцати трёх километрах западнее города Новосокольники, Псковской области, прямой наводкой из орудия разбил два пулемета и противотанковое орудие неприятеля, чем обеспечил успешное решение боевой задачи.
Приказом по 52-й гвардейской стрелковой дивизии № 050 от 28 января 1944 года за мужество и отвагу проявленные в боях гвардии старший сержант Король Григорий Яковлевич награждён орденом Славы III степени.
Командир орудия 124-го гвардейского артиллерийского полка гвардии старший сержант Григорий Король в боях с 17 по 23 июля 1944 года в районе населённого пункта Овечкино Псковской области орудийным огнём подавил четыре пулемёта, десять орудий, истребил до взвода пехоты, что дало возможность прорвать оборону противника.
Приказом по 1-й ударная армии № 0277 от 29 августа 1944 года за мужество и отвагу проявленные в боях гвардии старший сержант Король Григорий Яковлевич награждён орденом Славы II степени.
Командир огневого взвода 124-го гвардейского артиллерийского полка гвардии старший сержант Григорий Король в боях за столицу Германии Берлин в период с 22 апреля по 2 мая 1945 года, командуя бойцами, вверенного ему огневого взвода, разбил бронетранспортёр, орудие, подавил две миномётные батареи, одиннадцать пулемётов, рассеял и частично истребил более взвода пехоты.
Указом Президиума Верховного Совета СССР от 15 мая 1946 года за образцовое выполнение заданий командования в боях с немецко-вражескими захватчиками гвардии старший сержант Король Григорий Яковлевич награждён орденом Славы I степени, став полным кавалером ордена Славы.
В 1946 году гвардии старшина Король Г. Я. демобилизован. Вернулся в родную Гомельскую область. Был начальником лесоучастка.
В 1952 году Г. Я. Король призван в Советскую Армию, окончил офицерские курсы. 
С 1974 года гвардии майор Король Г. Я. — в запасе. Жил в городе Гомель. 
Скончался 7 мая 1985 года.

## Награды
Указом Президиума Верховного Совета СССР от 15 мая 1946 года за образцовое выполнение заданий командования в боях с немецко-вражескими захватчиками гвардии старший сержант Король Григорий Яковлевич награждён орденом Славы I степени, став полным кавалером ордена Славы.
Награждён орденами Отечественной войны I и II степени, Красной Звезды, Славы I, II и III степени, медалями.

## Память
- В честь Г. Я. Короля названа одна из улиц в Петрикове[1].
- Стела в честь Г. Я. Короля установлена на Аллее Героев в Гомеле (ул. Советская)[2][3].
- Герою посвящено более десятка статей в информационных и научно-популярных изданиях.